# Can Pubill (Tona)
Can Pubill era una masia de Tona (Osona) inclosa a l'Inventari del Patrimoni Arquitectònic de Catalunya.

## Descripció
Es tracta d'una antiga casa de pagès molt reformada i convertida en bar que ha estat demolida i al solar de la qual s'ha construït un edifici de pisos.
Hi destacava un cos central amb teulada a dos vessants amb desguàs lateral, un portal quadrangular de pedra treballada amb data a la llinda de 1798 i, al damunt, una finestra de pedra treballada amb trencaaigües.
A la part de la dreta hi tenia una ampliació coberta a un vessant i a l'esquerra una construcció moderna.